# Organiste à calotte jaune
Euphonia luteicapilla
Espèce
Statut de conservation UICN

 LC  : Préoccupation mineure
L'Organiste à calotte jaune (Euphonia luteicapilla) est une espèce de passereau d'Amérique centrale de la famille des Fringillidae.

## Répartition
Cette espèce vit au Costa Rica, au Nicaragua et au Panama.

## Habitat
Cet oiseau peuple les lisières forestières et les jardins jusque 1 200 m d'altitude.